# Bridgewater (Dakota du Sud)
Pour les articles homonymes, voir Bridgewater.
Bridgewater est une ville américaine située dans le comté de McCook, dans l'État du Dakota du Sud. Selon le recensement de 2010, elle compte 492 habitants. La municipalité s'étend alors sur une superficie de 1,13 mille carré (2,93 km2).
D'abord appelée Nation, en l'honneur des propriétaires des terres où elle fut fondée, la ville est renommée par les ouvriers du chemin de fer, qui devaient transporter leur eau (water) potable sur un pont (bridge).

## Démographie
| 1890 | 1900 | 1910 | 1920 | 1930 | 1940 |
| ---- | ---- | ---- | ---- | ---- | ---- |
| 410  | 691  | 934  | 976  | 762  | 790  |

| 1950 | 1960 | 1970 | 1980 | 1990 | 2000 |
| ---- | ---- | ---- | ---- | ---- | ---- |
| 748  | 694  | 633  | 653  | 533  | 607  |

| 2010 | - | - | - | - | - |
| ---- | - | - | - | - | - |
| 492  | - | - | - | - | - |